# Capannoli
Capannoli es una localidad italiana de la provincia de Pisa, región de Toscana, con 5.937 habitantes.

Ubicación de la ciudad de Capannoli dentro de la provincia de Pisa.

## Evolución demográfica
| Gráfica de evolución demográfica de Capannoli entre 1861 y 2001 |
|                                                                 |
| Fuente ISTAT - Elaboración gráfica por parte de Wikipedia       |